# Nudochernes troglobius
Espèce
Nudochernes troglobius est une espèce de pseudoscorpions de la famille des Chernetidae.

## Distribution
Cette espèce est endémique de Chine. Elle se rencontre au Hubei et au Sichuan dans des grottes.

## Description
Nudochernes troglobius mesure de 2,1 à 3,3 mm.

## Publication originale
- Mahnert, 2009 : New species of pseudoscorpions (Arachnida, Pseudoscorpiones: Chthoniidae, Chernetidae) from caves in China. Revue Suisse de Zoologie, vol. 116, no 2, p. 185-201 (texte intégral).